# 軍事論
『軍事論』（De Re Militari, 軍事大要 Epitoma Rei Militarisとも）は、古代ローマの軍事史家ウェゲティウスによって書かれた4世紀の軍事学書である。

## 概要
本書が執筆された時期はそれほど明確でないが、ウァレンティニアヌス帝への献辞が述べられていること、またウァレンティニアヌス1世についての言及が本文でなされており、ウァレンティニアヌス2世の死後に発生した西ゴート王アラリック1世によるローマ略奪 (410年)に言及がないことから、恐らくウァレンティニアヌス2世の時代である375年から392年の時期にかけて執筆されたと推測されている。その内容は当時のローマ軍制についての記述を編纂したものであるが、歴史資料としてはどの時期のローマ軍を記述しているのか判断できない。しかしニッコロ・マキャヴェッリなど多くの著作家が彼の文献をたよりに古代ローマ軍について議論しており、軍事思想の展開において重要な役割を果たした。
この著作は5巻で構成されており、軍事訓練について論じた第1巻、レギオー（軍団）の組織について論じた第2巻、戦闘行動のための配置について論じた第3巻、陣地構築について論じた第4巻、海上作戦について論じた第5巻から成り立っている。ウェゲティウスは戦争において勝利するためには勇気だけが重要なのではなく、技術と規律が不可欠であると考えていた。軍事訓練とは兵士に技術と規律を付与するものであり、ローマ軍団の精強さはこの軍事訓練によって確立されたものであったと考える。ウェゲティウスはこの軍事訓練の実施について具体的に論述するために、新兵に対する行進、隊形運動、武器の操作などの訓練について解説している。当時のローマの軍事組織についてウェゲティウスは歩兵、騎兵、海兵の三つの戦闘力の要素がレギオーとして組織化されていたと述べている。彼はこのレギオーの有効性を外人部隊と比較しながら説明しており、諸外国からの寄せ集めで組織された外人部隊にはない優れた軍事的規律をレギオーは備えていると主張する。レギオーは補助的な戦力として騎兵を配した歩兵主体の戦闘部隊であり、いくつかのコホルス（大隊）から構成されている。戦場においてはそれらコホルスの配置を調整することで柔軟な陣形の変更や戦術的な機動を行うことが可能となっている。戦闘行動を実施することについてウェゲティウスは再び規律の重要性について繰り返し強調しており、整然とした戦闘行動は戦力の劣勢を補いうると考えている。そして行軍、野営、地形の判断、部隊の配置、戦闘指揮、戦闘陣形の選択、戦場での機動、予備の投入の方法について概説している。
ヨーロッパの軍事思想史において、ウェゲティウスのこの著作の古典的な価値は高く評価されてきた。オーストリアのリグニ元帥が1770年に「ウェゲティウスはローマ人がレギオーを着想したのは神の啓示の産物だと語ったが、私には神はウェゲティウスにこそ霊感を与えたとしか思えない」と書き記している。またイギリス国王のリチャード1世やヘンリー2世が命令によって本書の写本を作成させていることからも、この著作に対する評価をうかがい知ることができる。ウェゲティウスの写本は8世紀の頃から普及しており、15世までに存在した150部の写本が現存している。最初に活字化されたのは1473年のユトレヒトであり、間もなくケルン、パリ、ローマ、ロンドンでも出版された。近代の軍事思想家の一人であるマキアヴェッリが1520年に書き上げた『戦術論』には軍事訓練や部隊編制に関する軍事思想に本書の影響を認めることができる。